# Pavonia hatschbachii
Pavonia hatschbachii är en malvaväxtart som beskrevs av A. Krapovickas. Pavonia hatschbachii ingår i släktet påfågelsmalvor, och familjen malvaväxter. Inga underarter finns listade i Catalogue of Life.